# قائمة حقول النفط في ليبيا
قائمة حقول النفط في ليبيا.

## قائمة حقول النفط
| الحقل            | الموقع                                | الانتاج الحالي      | الاحتياطي الحالي  | الشركات المشرفة                    | اكتشاف | ملاحظات |
| ---------------- | ------------------------------------- | ------------------- | ----------------- | ---------------------------------- | ------ | ------- |
| حقل آمال         | الواحات الليبية، حوض سرت              |                     | 2.500 مليون برميل | ليبيا شركة الهروج للعمليات النفطية | 1959م  |         |
| حقل زلطن         | زلطن                                  |                     |                   | ليبيا شركة سرت للنفط               | 1959م  |         |
| حقل الجرف البحري | حقل بحري قبالة الساحل الليبي          |                     |                   | فرنسا توتال                        | 1967م  |         |
| حقل الشرارة      | حقل نفط بري في صحراء مرزق جنوب طرابلس | 300.000 برميل/يومياً | 3.000 مليون برميل | إسبانيا رپسول                      | 1980م  |         |
| حقل الفيل        | حقل نفط بري في صحراء مرزق جنوب طرابلس | 300.000 برميل/يومياً | 3.000 مليون برميل | إيطاليا إني                        | 1997م  |         |
| حقل البوري       | السواحل المقابلة لطرابلس              |                     |                   | إيطاليا إني                        | 1976م  |         |

## معاودة تشغيل حقل الشرارة والفيل
وفي 20 ديسمبر 2016، أكدت شركة النفط الوطنية الليبية أن حقلي الشرارة والفيل قد عادا للإنتاج.